# LifeStraw

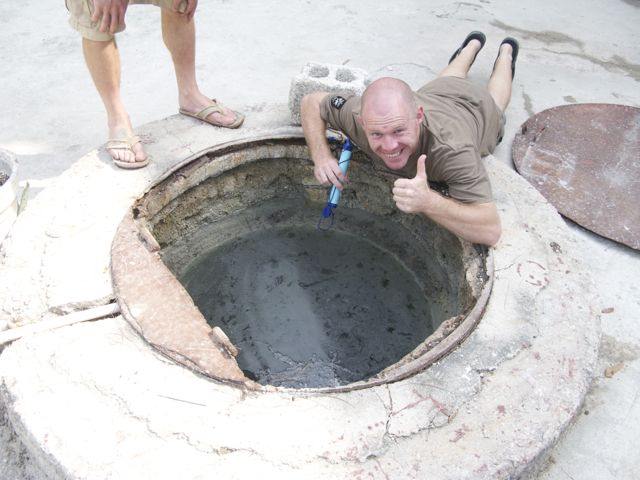
Utilizzo di LifeStraw

LifeStraw è un dispositivo simile ad una cannuccia che ha il compito di filtrare l'acqua in modo da renderla potabile.
È  un prodotto rivolto soprattutto ai Paesi in via di sviluppo e a popolazioni colpite da crisi umanitarie (ad esempio in seguito a catastrofi naturali come terremoti e alluvioni).

## Storia
LifeStraw è stato progettato nel 2005 dall'azienda svizzera Vestergaard Frandsen.

## Descrizione
Il dispositivo filtrante è inserito in un tubo della lunghezza di 31 cm e di 30 mm di diametro in materiale plastico. Il meccanismo di filtrazione è esclusivamente di tipo fisico e si basa su un filtro a fibre cave, attraverso le quali possono passare solo particelle che abbiano un diametro minore di 0.2 micrometri.

## Funzionalità
Un singolo dispositivo può filtrare un massimo di 1000 litri di acqua (che sono sufficienti al fabbisogno di una persona per un anno, anche se il dispositivo in sé ha un tempo di utilizzo utile largamente inferiore all'anno), rimuovendo il 99,9999% dei batteri eventualmente presenti e il 99,9% dei parassiti (inclusi Giardia e Cryptosporidium). Mentre non è in grado di filtrare metalli pesanti e virus.
LifeStraw Family è un prodotto simile a LifeStraw con una maggiore autonomia: può infatti filtrare un massimo di 18.000 litri di acqua (che sono sufficienti al fabbisogno di una famiglia di 5 componenti per tre anni).

### Distribuzione
LifeStraw e LifeStraw Family sono stati distribuiti:
- nel 2006 in Indonesia;[5]
- nel 2007 in Uganda (durante le guerre civili);[5]
- nel 2008 in Myanmar (dopo il passaggio del ciclone Nargis);[5]
- in seguito al terremoto di Haiti del 2010;
- in seguito all'alluvione del Pakistan del 2010.

### Riconoscimenti
LifeStraw ha vinto i seguenti premi:
- 2005 - 2005 INDEX: design to improve life[1] e il Best Invention of 2005.[6]
- 2006 - Well-Tech 2006 Innovation Technology Award.[7]
- 2008 - Saatchi & Saatchi Award for World Changing Ideas.[8]

### Articoli
LifeStraw è apparso nei seguenti articoli:
- 2005 - Best Invention of 2005, TIME
- 2005 - Innovation of the Year, Esquire
- 2005 - Invention of the Century, Gizmag
- 2005 - A Water Purifier for the Masses, Popular Science
- 2006 - Europe's Best Invention, Reader's Digest
- 2006 - A Water Purifier That Could Save Lives, New York Times
- 2006 - Ten Things That Will Change The Way We Live, Forbes
- 2006 - Tools for Better Living, Fortune
- 2007 - Gadget Produces Safe Drinking Water, Newsweek
- 2007 - Design for the Rest of the World: LifeStraw, The New York Sun